# فدریکا برنیون
فدریکا برنیون (انگلیسی: Federica Brignone؛ زادهٔ ۱۴ ژوئیهٔ ۱۹۹۰) اسکی‌باز آلپاین اهل ایتالیا است.